# Sân bay Grenoble-Isère
Sân bay Grenoble-Isère (tiếng Pháp: Aéroport de Grenoble-Isère (IATA: GNB, ICAO: LFLS), là một sân bay phục vụ Grenoble, tọa lạc cách 2,5 km về phía tây bắc Saint-Étienne-de-Saint-Geoirs và 40 km so với Grenoble, cả hai đều là thị trấn ở tỉnh Isère, Pháp. Tên gọi khác gồm Sân bay Grenoble - Saint-Geoirs.
Sân bay này đã phục vụ 474.083 lượt khách năm 2008.
Một khuôn viên của Trường hàng không dân dụng quốc gia Pháp gia (trường đại học hàng không dân dụng của Pháp) được đặt tại sân bay.

## Các hãng hàng không và tuyến bay
- Air Southwest (Newquay, Plymouth) [theo mùa]
- Aurigny Air Services
- Bmibaby (Birmingham, Cardiff, East Midlands, Manchester) [từ 19/12, theo mùa]
- EasyJet (Birmingham, Bristol, London-Gatwick, London-Luton) [theo mùa]
- Flybe
- Israir
- Jet2.com
- Jettime
- Monarch Airlines
- Ryanair (Dublin, London-Stansted)
- Scandinavian Airlines System
- Thomas Cook Airlines (Birmingham [theo mùa], London-Gatwick [seasonal], Manchester [theo mùa])
- Thomson Airways
- transavia.com (Rotterdam) [theo mùa]
- Volotea (Nantes)
- Wizzair (Warsaw) [theo mùa]